# Personaggi di Mega Man Star Force
Lista dei personaggi dei videogiochi appartenenti alla serie di videogiochi Mega Man Star Force e dell'adattamento televisivo anime.

## Protagonisti

### Geo Stelar & Omega-Xis
Geo Stelar (Hoshikawa Subaru in giapponese) è un ragazzino di undici anni che, dopo aver perso suo padre in un incidente spaziale durante una missione di contatto col Pianeta FM, si rifiuta di avere amici e tornara a scuola, preferendo stare in camera e studiare per conto suo. Cercando inutilmente di trovare suo padre incontra Omega-Xis (in giapponese War-Rock, poi chiamato semplicemente Mega/Rock), una creatura aliena formata di pura energia elettromagnetica. Esso dovrà fondersi con Geo, trasformandosi in Mega Man un cyber-combattente che combatterà più volte per salvare il mondo dalla distruzione. Esprimerà numerose volte il suo desiderio di assomigliare al padre per renderlo fiero; ha una cotta per Sonia Strumm, la sua prima amica.
In Mega Man Star Force i due, dopo essersi conosciuti e fusi insieme, combatteranno contro i corpi EM di un lontano pianeta alieno, inviati per distruggere Mega e recuperare la Chiave di Andromeda, un potente artefatto necessario a risvegliare l'arma distruttrice. Mega rivelerà di essere uno dei pochi superstiti (insieme agli Amministratori di Satellite DragonSky, LeoKingdom e PegasusMagic) di un pianeta distrutto dalla stessa arma moltissimi anni prima. Inoltre spiegherà di aver conosciuto Kelvin, padre di Geo, che lo convinse a ribellarsi al controllo del re Cepheus. Inizialmente Mega è particolarmente restio ad avvicinarsi a qualsiasi altro essere, ma, vivendo con Geo, si evolverà mentalmente insieme a lui.
In Mega Man Star Force 2 dovrà affrontare nuovi nemici mandati da una misteriosa ex-scienziata di nome Vega, alla ricerca dell'antico continente sommerso di Mu per evocarlo e controllare il mondo tramite il potere di LeMu, antica divinità costituita da Onde EM. Nello stesso gioco otterrà i poteri di un'antica tribù (che dipende dalla versione) che gli permetterà di opporsi a Vega e lo farà scontrare diverse volte col misterioso e potente Solo, discendente dei Mu in grado di trasformarsi in un'entità EM in modo autonomo.
Geo è doppiato da Fuyuka Ōura e Omega-Xis da Kentarō Itō.

### Sonia Strumm e Lyra
Sonia Strumm (Hibiki Misora in giapponese) è una giovane e famosissima cantante rimasta orfana di madre da poco tempo. Rimasta senza nessuno che la protegga, viene sfruttata del suo manager che la costringe a cantare continuamente solo per fare soldi, ma si libererà di lui dopo l'incontro con Lyra. Sarà la prima amica di Geo, verso il quale sembra provare qualcosa.
In Mega Man Star Force verrà posseduta da Lyra, un essere EM a forma d'arpa, e trasformata in HarpNote. In questa forma attaccherà prima il suo manager e poi gran parte dei suoi fan. Geo, dopo aver combattuto con lei, le farà riprendere la ragione, convincendo anche Lyra dell'uso sbagliato che sta facendo dei suoi poteri. Si ritirerà dalla musica, e continuerà a vivere con Lyra, rimanendo l'unica, oltre a Geo, capace di combattere le onde EM.
In Mega Man Star Force 2 aiuterà Geo distruggendo il Kamikakushi, artefatto muriano dalla forma di un occhio gigante che cercava di spazzarlo via. Verrà spedita nel Labirinto delle Bermuda da Rogue e sarà assoldata da Vega, che le prometterà che, se avesse ricevuto suo aiuto, non avrebbe più attaccato Geo. Quest'ultimo lotterà nuovamente con HarpNote e, essendo felice del suo gesto la ringrazierà e riporterà alla realtà. Verrà poi rapidamente sconfitta da Rogue e ridotta in fin di vita (tanto da trovarsi all'ospedale al suo risveglio), ma verrà salvata da Mega Man.
Sonia è doppiata da Misato Fukuen e Lyra da Kyōko Hikami.

### Luna Platz, Ophiuca e Vogue
Luna Platz (Shirogane Luna in giapponese), per gli amici "Prez", è la giovane presidentessa della classe di Geo e, all'inizio, farà di tutto per costringerlo a tornare a scuola. Sembra innamorarsi di Mega Man dopo che quest'ultimo la salva da TaurusFire, e, successivamente, sembra mostrare un certo interesse per Geo, provando grande gelosia quando lui (ma anche Bud e Zack) si avvicinano ad un'altra ragazza. Più volte farà coraggio a Mega Man per aiutarlo ad andare avanti, ma si comporterà sempre in maniera altamente spocchiosa, testarda, cinica, egoista, arrogante e prepotente.
In Mega Man Star Force viene rapita da Bud, posseduto da Taurus, e salvata da Mega Man, verso il quale proverà sempre grande ammirazione. A causa della sua amicizia con Geo, si troverà spesso in situazioni pericolose che convinceranno i suoi genitori a prendere la decisione di trasferirla in un'altra scuola. Immensamente furiosa, verrà posseduta da Ophiuca e trasformata nella Regina Ophiuca, un serpente antropomorfo, che cercherà di uccidere i suoi genitori e avvelenerà Sonia, ma verrà sconfitta da Mega Man, che la riporterà alla normalità.
In Mega Man Star Force 2 viene invece rapita una prima volta da Hyde, e salvata ancora da Mega Man. Alla seconda volta Hyde risveglierà in lei lo spirito di Ophiuca, ritrasformandola, ma verrà sconfitta nuovamente da Geo, e, tornata normale, lo aiuterà a controllare il potere dell'antica tribù.
In Mega Man Star Force 3 possiederà un Wizard chiamata Vogue (Mode in giapponese), una coniglietta verde dentro un cappello, che diventa la sua consulente di stile e manager.
Luna è doppiata da Kana Ueda e Ophiuca da Kaoru Morota.

### Zack Temple e Pedia
Zack Temple (Sashoin Kizamaro in giapponese) è uno dei migliori amici di Luna Platz, e successivamente anche di Geo; è basso e pedante, ma anche estremamente intelligente e possiede un sorta di computer portatile chiamato "Zackpedia", sul quale sono presenti ogni genere di informazioni.
Nel primo gioco ha un ruolo molto marginale, limitandosi ad essere un braccio destro di Luna e a causare numerosi problemi a Geo a causa del suo carattere spione.
In Mega Man Star Force 2 cadrà nel paese di Mess a seguito dell'attacco di Rogue, dove verrà arruolato come assistente televisivo per un programma TV di Gerry Romero. Felice, Zack si rifiuterà di tornare a casa, ma scoprirà con delusione di essere stato ingannato; preoccupato per le conseguenze di questa scoperta, Gerry lo bloccherà in un finto mostro marino e lo spedirà sul fondo del lago, dove verrà poi salvato da Mega Man.
Nel terzo gioco possiederà un Wizard di nome Pedia dalla conoscenza enciclopedica come il suo nome.
Zack è doppiato da Yuko Gibu.

### Bud Bison e Taurus
Bud Bison (Ushijima Gonta in giapponese) è uno dei migliori amici di Luna Platz, al quale obbedisce ciecamente. Adora mangiare a volontà ed è pronto a difendere il suo "capo" anche con la forza. Successivamente diverrà anche uno dei migliori amici di Geo.
In Mega Man Star Force verrà posseduto da Taurus un essere alieno con aspetto taurino, sentendosi debole dopo essere stato involontariamente colpito da un pugno di Geo. Trasformatosi in TaurusFire perderà il controllo di se stesso e rapirà Luna e Zack, ma verrà fermato e distrutto da Mega Man, di cui diverrà grande ammiratore.
In Mega Man Star Force 2 si trasformerà involontariamente in TaurusFire a causa della foga di una competizione tra mangioni a cui stava partecipando che risveglierà i residui di Taurus presenti in lui; ovviamente Mega Man lo fermerà nuovamente. Conoscerà la sciatrice Amy Gelande (Nameshida Ai in giapponese), di cui sembra essere innamorato. Cadrà nel paese di Heilah, dove perderà la memoria e verrà onorato come un dio dagli abitanti del luogo, che lo credono un emissario del continente perduto di Mu e verrà chiamato Budicus. Questo titolo scatenerà l'ira di Solo che cercherà di uccidere Budicus, ma verrà salvato ancora da Mega Man e recupererà anche la memoria e aiuterà gli abitanti di Heilah a diventare una meta turistica donando loro la sua ricetta delle costolette di maiale. Alla fine del gioco riprenderà a sognare Taurus, e chiederà aiuto a Geo per liberarlo.
In Mega Man Star Force 3, dopo essersi nuovamente trasformato in Taurus Fire a causa del potere di una carta dei Dealer, accetterà Taurus come suo Wizard, ottenendo col tempo la capacità di trasformarsi senza impazzire e diventando un importante alleato di Mega Man.
Bud è doppiato da Shintaro Ohata e Taurus da Nobuaki Kanemitsu in Star Force 3 e da Nobuyuki Hiyama nell'anime.

### Pat/Rey Sprigs e Gemini
Pat Sprigs (Futaba Tsukasa in giapponese) è uno dei compagni di classe di Geo, e mostrerà subito amicizia e simpatia per quest'ultimo. Pat fu abbandonato dai suoi genitori appena nato, ed è perciò cresciuto sviluppando un disturbo di doppia personalità, dando vita al suo alter ego malvagio Rey Sprigs (Futaba Hikaru in giapponese). Sentendosi un mostro per questo non accetterà mai di avvicinarsi troppo a Geo per paura di fargli male.
In Mega Man Star Force diverrà facile vittima di Gemini, una creatura EM, probabilmente la più potente di tutte, che lo trasformerà in GeminiSpark e darà un corpo a Rey, una coppia di guerrieri elettrici, uno più buono, l'altro puramente malvagio. Verrà sconfitto da Geo, ma fuggirà via perché troppo addolorato dalle azioni da lui commesse.
In Mega Man Star Force 2 appare alla piramide di Heilah dicendo di essersi rifugiato lì per poter far sfogare Rey senza far male a nessuno. Parlandogli, si può affrontare GeminiSpark come boss opzionale, che dice di voler combattere per imparare a controllare il suo lato malvagio.
Nell'anime Pat non ha il problema della doppia personalità, ma combatte volontariamente contro Geo, avendo formato tempo prima un'alleanza con Gemini. Alla fine viene però privato dei suoi poteri e della sua memoria.
Pat non appare in Mega Man Star Force 3 e non viene neanche data una spiegazione concreta della sua assenza, e il suo banco in classe è occupato da Jack.
Patrick è doppiato da Yuki Kaida e Gemini da Atsushi Kisaichi.

## Antagonisti

### Cepheus e Andromeda
Cepheus è il re di un lontano pianeta, ed è cresciuto nella solitudine poiché tutti coloro che gli erano intorno cercavano di ucciderlo per prendere il suo posto di sovrano. Per questo motivo Cepheus ha causato la distruzione del pianeta vicino al suo (casa di Mega e dei Saggi) ed ha torturato a lungo i suoi sudditi. Ha causato l'incidente sulla stazione spaziale PACE, dove lavorava Kelvin Stelar, ma Omega-Xis ha cercato di salvare coloro che vi risiedevano. Cepheus ha poi assoldato Gemini e gli altri guerrieri EM per recuperare la Chiave rubata da Mega, nel tentativo di risvegliare Andromeda per distruggere la terra. Mega Man lo fermerà e si mostrerà disposto ad essergli amico, convincendo Cepheus a partire con i Saggi per ricostruire il suo regno.
Cepheus è doppiato da Kazusa Murai.

### Vega e Le Mu
Dr. Vega (Dr. Orihime in giapponese) è una scienziata umana nata in un paese povero e lacerato dalle guerre; lì si innamorò di un giovane di nome Altair (Hiko in giapponese), che l'amava a sua volta, ma egli fu mandato in guerra e cadde in battaglia. Straziata dalla sua morte, Vega studiò le onde EM e cercò di utilizzarle per far rinascere Altair, ottenendo come risultato la creazione di Hollow (Empty in giapponese), un'onda EM che dedicherà la sua vita a lei, ma non riuscirà mai a recuperare i ricordi dell'amato. Convinta che il mondo sia governato da sciocchi che sanno solo pensare a se stessi, Vega cerca di far rinascere, assoldando Solo e Hyde, il grande impero di Mu, per spazzare via gli inetti dal pianeta, risvegliando Le Mu, il dio di tutte le onde EM. Verrà fermata da Mega Man, ma, grazie ad Hollow, riuscirà a sentire la voce di Altair un'ultima volta, convincendosi a vivere felicemente anche per lui. La sua sorte resterà, tuttavia, un mistero e non ne verrà menzionata neanche nel terzo gioco.
Vega è doppiata da Ai Orikasa.

### Mr. King e Crimson Dragon
Mr. King è il perfido proprietario della King Foundation, una copertura per la sua vera organizzazione Dealer, e il padre adottivo della regina Tia e Jack. Intende che i membri del Dealer raccolgano l'Energia Cremisi dai maghi caduti che sono stati corrotti dalle carte rumore, in modo che possa entrare nel server di Meteor G e usare il suo potere per controllare la Terra. Mr. King crede egoisticamente che gli umani siano troppo deboli per sopravvivere, si sente adatto a governare l'umanità con la sua leadership. Nonostante lo stesso Mr. King sia umano, si vede più in alto della stessa umanità. Il personaggio è l'antagonista principale del terzo gioco.

### Solo/Rogue e Laplace
Solo è un ragazzo di circa l'età di Geo - o forse più grande - e l'ultimo superstite della civiltà perduta di Mu. È in grado di trasformarsi in Rogue (Burai in giapponese), il guerriero solitario, senza l'ausilio di un corpo EM ma solo grazie alla sua forza di volontà. A causa del suo aspetto insolito (capelli bianchi, occhi rossi e pelle scura) e della sua capacità di vedere le Onde EM senza l'ausilio del Visualizer, la gente lo considerava un mostro e si riuniva in gruppi per picchiarlo fin da quando era piccolo. Solo capì però che, se non in gruppo, quelle persone erano deboli, e iniziò a vendicarsi di loro singolarmente; inoltre, cresce in lui l'idea che solo i deboli hanno bisogno di amici su cui contare, mentre chi è forte lo è anche da solo e per questo rifiuta qualsiasi tipo di legame. Sconfitto ripetutamente da Mega Man otterrà i poteri della Prova Indie, che lo renderà ancora più potente donandogli un grosso spadone e la capacità di evocare barriere per difendersi, ma non abbastanza da sconfiggere il "Blue Bomber". Nonostante Rogue, anche dopo averlo sconfitto nella sua forma finale SX, non cambi mai idea riguardo all'amicizia, sembra avere in realtà un buon cuore, poiché sconfigge DarkPhantom e tiene occupato Hollow, aiutando Mega Man, e addirittura salvandogli la vita portandolo fuori da Mu che si sta sgretolando, sebbene giustificandosi dicendo che il corpo di Geo gli stava bloccando la via d'uscita e perciò, già che c'era, l'ha portato con sé.
In Mega Man Star Force 3, nonostante continui a professare la sua avversione per i legami, viene affiancato da un Wizard chiamato Laplace, ultima UMA di origine muriana capace di esprimersi solo con suoni statici che, però, risultano perfettamente comprensibili unicamente a Solo. Poiché Solo è in grado di trasformarsi in Rogue senza il bisogno di un essere EM, Laplace si trasforma in una colossale scimitarra che va a sostituire lo spadone inizialmente acquisito con la Prova Indie, utilizzabile da Solo sia da umano che come Rogue.
Solo è doppiato da Yūki Tai.

### Hyde e Phantom
Hyde è uno degli aiutanti di Vega, ed è il primo a sfruttare la potenza degli Star Carrier antichi, evocando Phantom e trasformandosi in DarkPhantom (PhantomBlack in giapponese). Sembra essere fissato con il teatro e con il cinema, poiché utilizza spesso un linguaggio tipico di questi ambienti. Inizialmente viene sconfitto da Geo dopo aver rapito Luna, poi riprova lo stesso piano ma viene distrutto dall'energia della tribù scatenata da Mega Man. Assolda numerosi umani cedendo loro la potenza dei navigatori antichi, ma tutti vengono abbattuti da Mega Man. Alla fine riceve un enorme potere da Vega, mettendo Geo in difficoltà, ma verrà definitivamente sconfitto da Rogue.
Compare anche in Mega Man Star Force 3, dove è sempre un antagonista, ma non lavora per Dealer.
È impazzito dopo aver perso il potere di Mu e vuole vendicarsi di Mega Man ottenendo il programma di controllo dei Noise e, per farlo, assalta il WAZA e prende in ostaggio la Dottoressa Goodall e Zack. Naturalmente verrà nuovamente sconfitto da Mega Man, ma lo shock lo farà arretrare una volta di troppo e cadrà dalla Strada Onda e dentro il Cyber Core del computer centrale, sparendo (sebbene Mega sia convinto che tornerà in qualche modo).
Hyde è doppiato da Dai Matsumoto e Phantom da Katsumi Suzuki.

### Hollow
Hollow (Empty in giapponese) è la prima onda EM mai generata, ed è stato creato da Vega nel tentativo di riportare Altair (Hiko in giapponese) in vita. Hollow è l'unico essere di cui Vega si fidi ciecamente. Verrà sconfitto da Mega Man, sfiancato in una dura battaglia contro Rogue e sacrificherà la sua stessa vita per proteggere Vega dall'esplosione di Le Mu. Dopo essere morto riuscirà ad evocare lo spirito di Altair, permettendo alla scienziata di parlare con l'amato un'ultima volta.
Hollow è doppiato da Isshin Chiba.

### Apollo Flame
Apollo Flame appare come boss opzionale nella TransDimensione, una dimensione parallela in cui il mondo è come sarebbe stato senza Mega Man pronto a salvarlo. Lì è il governatore di tutto e tutti ed ha ridato vita ad ogni creatura EM sconfitta da Geo, ma il suo progetto verrà infranto da quest'ultimo. Dopo averlo sconfitto si otterrà la medaglia tribù (Tribe Badge).

### Sirius
Sirius è l'amministratore del Black Hole Server e si trova nel terzo gioco come boss opzionale nel dungeon post-game. È un'entità aliena sociopatica, estremamente infantile e viziata che tenterà di distruggere il pianeta FM, casa di Cephus, facendolo inghiottire dal buco nero da lui controllato per puro diletto. Sconfitti i boss "R" suoi seguaci, Mega Man lo dovrà annientare, ma dovrà prima affrontare ancora una volta Rogue, intento ad impedirgli di intervenire prima dei tre giorni necessari alla manifestazione del Metallo Mu presente nel corpo di Sirius, che Sirius stesso aveva rubato alla civiltà tempo addietro e Rogue vuole recuperare (ma che avrebbe causato il completo assorbimento del Pianeta FM da parte del buco nero). Alla fine Sirius verrà sconfitto e il pianeta FM sarà salvo, ma, prima di sparire Sirius farà un ultimo dispetto a Mega Man trasferendo in lui il Metallo Mu cercato da Rogue, condannando i due ragazzi ad un'eterna lotta fino all'eventuale ottenimento del materiale. Sirius ingaggerà anche Apollo Flame per la sua missione e bisognerà sconfiggere anche lui.

## Personaggi minori

### Claud Pincer e Cancer
Claud Pincer (Hasami Chiyokichi in giapponese) è un ragazzino che frequenta la terza elementare e viene spesso sottovalutato per la sua bassa statura. Claud appare nei primi due titoli come boss opzionale nella sua forma EM, CancerBubble, un piccolo granchio agitato. Curiosamente sembra essere non del tutto capace di effettuare il cambio d'onda, in quanto talvolta CancerBubble indossa ancora gli abiti di Claud.
Nell'anime viene mostrato che Claud è un grande fan di Sonia Strumm, e che si è involontariamente fuso con Cancer, che invece cercava di unirsi alla guardia di sicurezza che stava gettando il ragazzo fuori da un concerto perché sprovvisto di biglietto.
Claud è doppiato da Wasabi Mizuta e Cancer da Daiki Nakamura.

### Aaron Boreal
Aaron Boreal (Amachi Mamoru in giapponese) è uno studioso dello spazio che anni prima ha lavorato con Kelvin, padre di Geo, e per questo si mostra sempre amichevole e disponibile verso quest'ultimo. Donerà a Geo il Visualizer, con cui potrà vedere le onde EM. Lavora in un centro spaziale insieme a Tom Dubius, aiutante di cui si fida moltissimo.
Aaron è doppiato da Hiroshi Tsuchida.

### Tom Dubius e Cygnus
Tom Dubius (Utagai Shinsuke in giapponese) è un timido scienziato che lavora con Aaron; tanti anni prima aveva costruito un qualcosa di molto importante, ma il suo capo, fingendosi suo amico, gli aveva sottratto il dovuto merito. Da allora non vuole avvicinarsi a nessuno, finché Aaron non lo aiuta a superare la sua crisi. Tuttavia, dubbioso, Tom ascolta un discorso di Boreal e si convince, erroneamente, che anch'egli gli avesse rubato una nuova invenzione, mentre quello gli aveva riconosciuto ampiamente il merito di tale oggetto. Deluso, Tom viene posseduto da Cygnus e trasformato in CygnusWing che cerca di uccidere Aaron e gli amici di Geo facendoli ballare all'infinito in una zona contenente poco ossigeno. Viene sconfitto da Mega Man e, dopo che Boreal gli mostra la fiducia che ripone in lui, si libera dal controllo dell'essere alieno
In Mega Man Star Force 3 sarà in grado di trasformarsi in CygnusWing a suo piacimento e potrà essere affrontato nel quartier generale della WAZA come boss opzionale.
Tom è doppiato da Norihisa Mori e Cygnus da Nobutoshi Canna.

### Kelvin e Hope Stelar
Kelvin e Hope Stelar (Hoshikawa Daigo e Akane in giapponese) sono rispettivamente il padre e la madre di Geo. Il primo non viene mai incontrato di persona fino al terzo gioco, ma viene frequentemente ricordato nei flashback di Geo e Mega. La seconda ha un ruolo poco importante nella trama, sostanzialmente cercando di consolare il figlio nei momenti difficili. Il padre, invece, lo si incontrerà in un flashback in Mega Man Star Force 2, e nel terzo capitolo, prima di sconfiggere Crimson Dragon e dopo la sua sconfitta in forma definitiva (dipendente dalla versione Black Ace o Red Joker, dove il nostro eroe acquisterà una delle due forme di queste versioni) ritornerà insieme a un falso addio di Omega, atterrando sul tetto della scuola insieme a suo padre.
Kelvin è doppiato da Takeharu Ōnishi e Hope da Akiko Kimura.

### Mitch Shepar e Libra
Mitch Shepar (Ikuta Michinori in giapponese) è l'insegnante della scuola di Geo, ed usa metodi di istruzione molto alternativi, cercando più di divertire i propri alunni che di insegnare loro qualcosa. Egli è l'unico nella scuola a non accettare l'introduzione di un macchinario che dovrebbe inserire gli argomenti del programma scolastico nelle menti degli studenti, e rischi perciò di essere licenziato. Dovdndo mantenere ben sette figli piccoli, non può permetterlo e, non sapendo prendere una decisione sul da farsi, viene posseduto da Libra. Diventato LibraScale impazzisce totalmente cercando di amplificare la potenza della macchina dell'apprendimento ma viene fermato da Geo e liberato dall'essere alieno.
Mitch è doppiato da Kenji Hamada e Libra da Hiroshi Shirokuma.

### Kidd Gruff e Goat-Foo
Kidd Gruff (Yagi Kenta in giapponese) appare solo nel secondo gioco come boss opzionale a Loch Mess. Il bambino è in grado di trasformarsi in KungFooKid, una capra antropomorfa veloce e abile nel combattimento corpo a corpo.
Il personaggio di Kidd è uno dei vincitori di uno dei tanti concorsi indetti dalla Capcom per integrare personaggi dei fan nei propri giochi.

### Bob Copper
Bob Copper (Goyoda Heiji in giapponese) è un detective perennemente in missione top-secret che indaga sugli strani eventi legati alle onde EM; cerca continuamente di scoprire la vera identità di Mega Man, sospettando di Geo.
Bob è doppiato da Tomoyuki Shimura.

### Rich Dotcom e Yeti
Rich Dotcom (Gori Monjiro in giapponese) è un malvagio imprenditore che cerca di acquistare l'hotel del signor Gelande a prezzi ridicoli causandovi danni nei dintorni. Verrà assoldato da Hyde e, trasformatosi in Yeti Blizzard scatenerà una tempesta che farà rischiare la vita a Bud ed Amy. Ancora una volta Mega Man risolverà la situazione. Portando a compimento la sua side-quest egli verrà arrestato dal detective Copper.
Rich è doppiato da Masaki Aizawa e Yeti da Yūto Kazama.

### Gerry Romero e Plesio
Gerry Romero (Kyu Demazaki in giapponese) è il conduttore di un famoso show televisivo riguardante i misteri del mondo. Non riuscendo a guadagnare nulla con l'onestà, inizia a sfruttare metodi disonesti per aumentare l'audience. Dopo aver ingannato Zack, lo rinchiuderà in un finto mostro marino, e userà i poteri ricevuti da Hyde per trasformarsi in PlesioSurf e causare distruzione nel paese di Loch Mess, ma verrà sconfitto da Mega Man e sbugiardato in diretta nazionale.
Gerry è doppiato da Kōichi Tōchika e Plesio da Kinryū Arimoto.

### Jean Couronne XIV e Crown
Jean Couronne Welmond Jour Jovonne XIV è un defunto re di Francia. Appare solo in Mega Man Star Force come un fantasma che, unendosi al suo amico EM Crown, si trasforma in CrownThunder; egli chiede a Geo di combattere contro di lui per seguire una tradizione secondo la quale i membri della sua famiglia devono morire in battaglia.
Nell'anime sembra che Crown abbia accudito Gemini, insegnandogli a padroneggiare il potere del fulmine e dell'acqua.
Jean è doppiato da Nobuaki Fukuda e Crown da Shigenori Sōya.